# Prospodium cumminsii
Prospodium cumminsii är en svampart som beskrevs av F. Kern & Thurst. 1944. Prospodium cumminsii ingår i släktet Prospodium och familjen Uropyxidaceae.   Inga underarter finns listade i Catalogue of Life.